# Reino Florístico Neotropical

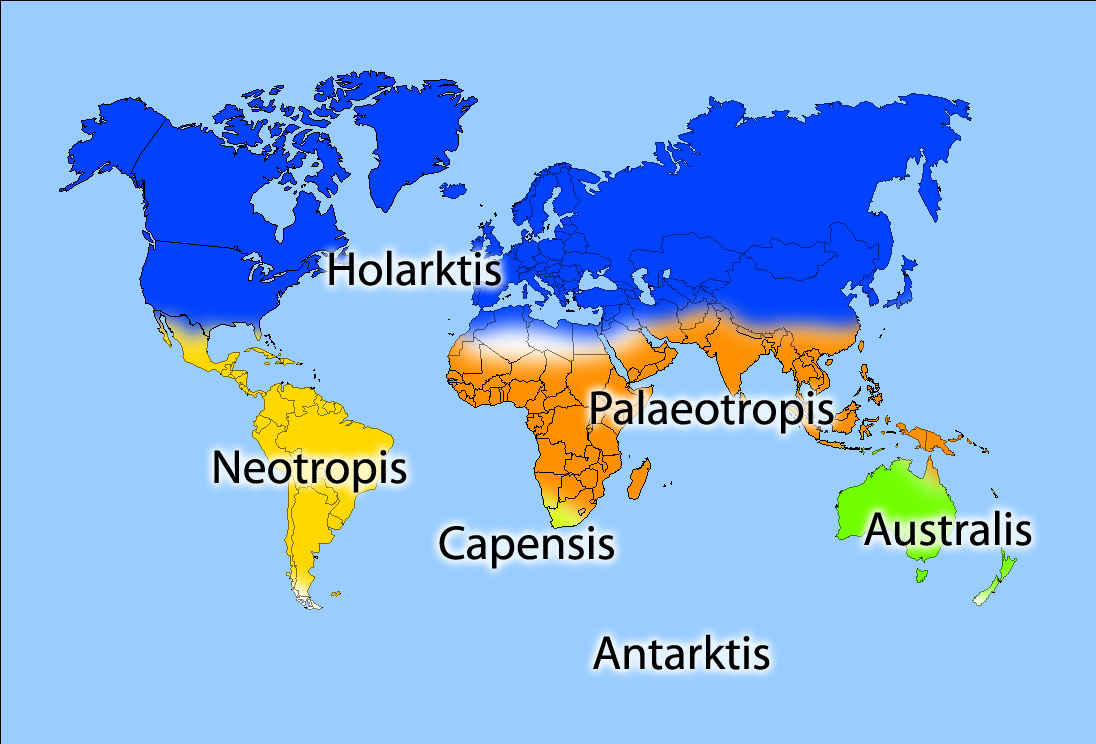
Reinos florísticos

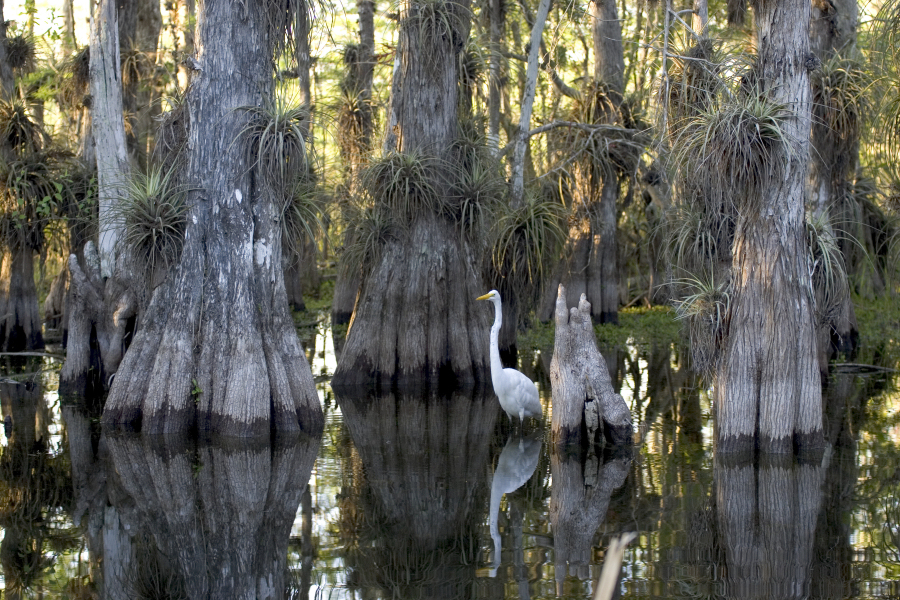
Bromélias epífitas sobre ciprestes (Taxodium ascendens) no Parque Nacional das Everglades.

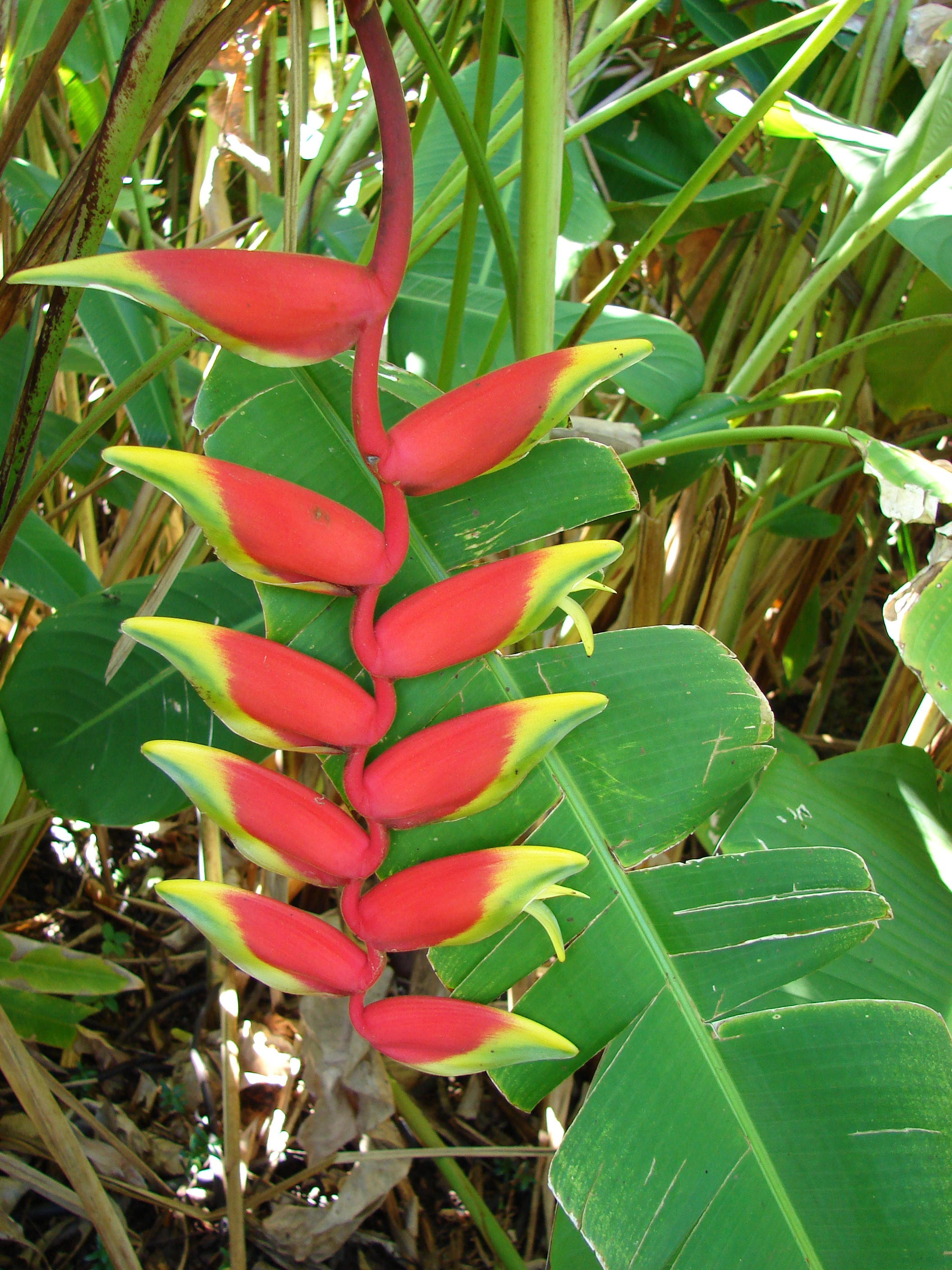
Heliconia rostrata. O género Heliconia é característico do Neotropis.

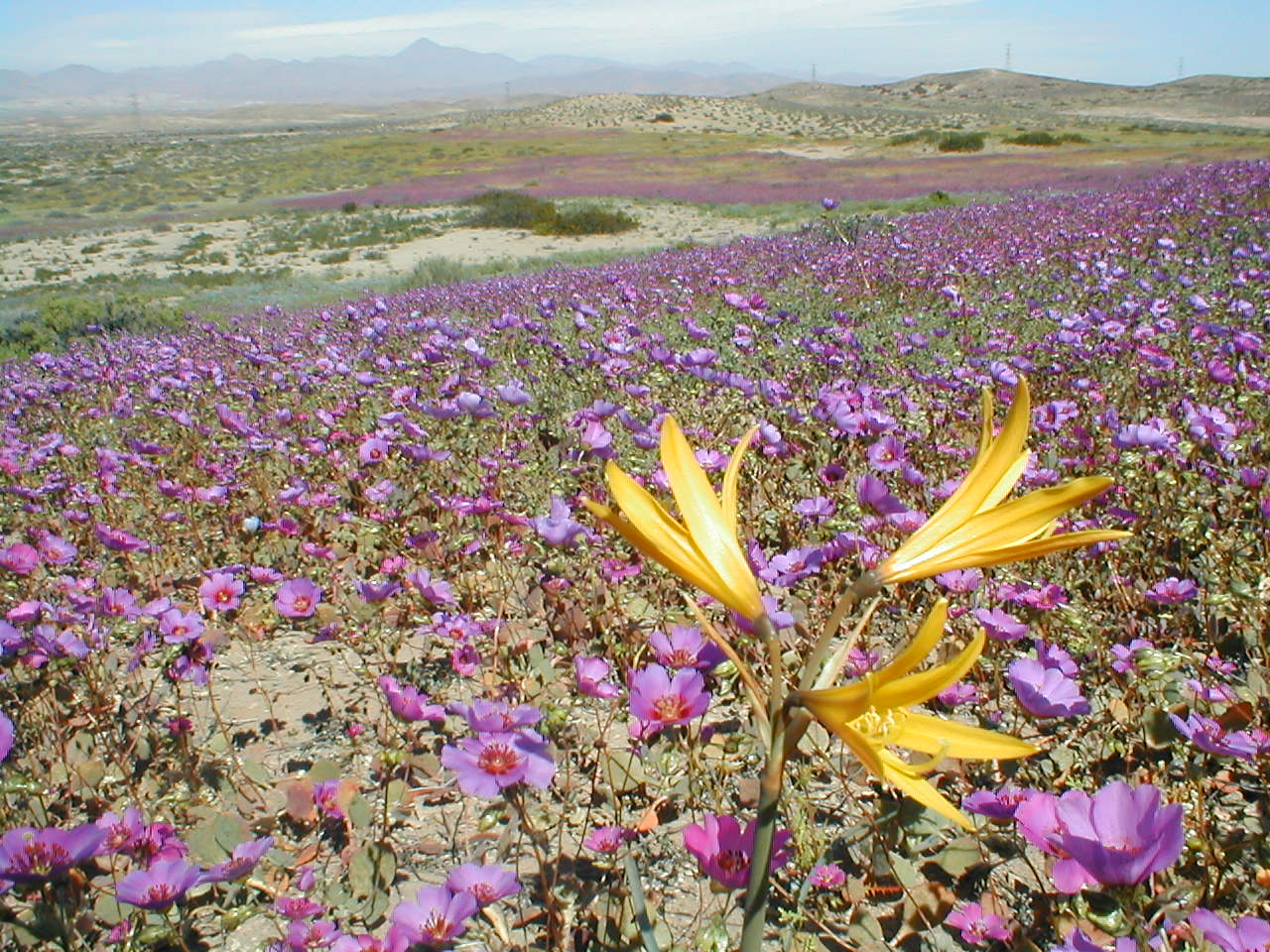
Deserto florido do centro-norte do Chile.

Reino Florístico Neotropical (também Neotropis ou Região Fitogeográfica Neotropical) é um dos seis reinos florísticos (ou fitocórios) do sistema fitogeográfico proposto por Ronald Good e posteriormente desenvolvido por Armen Takhtajan, caracterizado pela presença de uma flora específica que está presente numa vasta região que abarca territórios desde o sul da América do Norte, grande parte da América Central, as Caraíbas e quase toda a América do Sul (com excepção do sector sudoeste).

## Descrição
O reino Florístico Neotropical inclui o sul da América do Norte, grande parte da América Central e Caribe e quase toda a América do Sul, com excepção do sector sudoeste do subcontinente, aonde ocorrem bosques montanos, e dos arquipélagos e ilhas subantárticos. Abarca também as duas faixas costeiras mexicanas e o sul da Califórnia e o sul da Flórida. O limite sul alcança o norte da Ilha Grande da Terra do Fogo.
As altitudes vão desde o nível médio do mar até acima dos 6 000 m acima daquele nível na região andina.
A composição florística do Neotropis está claramente relacionada com a da região fitogeográfica denominada Reino Florístico Paleotropical (Palaeotropis), embora apresenta importantes famílias endémicas ou muito diversificadas, ausentes ou pobremente representadas em outras regiões fitogeográficas.
A flora neotropical é caracterizado pela abundância de elementos tropicais, como arecáceas, aráceas, lauráceas e orquidáceas, variando muito a vegetação dependendo de cada região. Merece especialmente destaque a família Orchidaceae, sendo que o inventario da orquideoflora neotropical, apesar de ainda não estar completo, já tem descritas mais de 11 000 espécies.
No Reino Florístico Neotropical existem pelo menos 3500 géneros endémicos e 25 famílias endémicas ou quase endémicas. As famílias mais características são Bromeliaceae, Cactaceae, Malesherbiaceae, Solanaceae e Tropaeolaceae.
Armen Takhtajan subdividiu o Reino Florístico Neotropical (que apelidou de Neotropis) em 5 regiões florísticas: (1) Região Florística Caríbica; (2) Região Florística Montano-Guayânica; (3) Região Florística Amazónica; (4) Região Florística Brasileira; e (5) Região Florística Andina. Também é comum incluir uma região extra, denominada Região Florística Madreano (da Sierra Madre), embora muitos autores a incluam nos domínios do Neártico ou Holártico.
Outros autores subdividem também o Reino Neotropical em 5 domínios fitogeográficos: (1) Domínio Fitogeográfico Caribenho; (2) Domínio Fitogeográfico Amazónico; (3) Domínio Fitogeográfico Guayano; (4)  Domínio Fitogeográfico Chaqueño; e (5) Domínio Fitogeográfico Andino-Patagónico.